# Тихий, Теодор Михайлович
Теодор Михайлович Тихий (1935—2001) — советский, российский педагог. Народный учитель СССР (1990).

## Биография
Родился 14 января 1935 года в селе Юстиновка.
Работал токарем Львовского завода.
В 1965 году окончил заочное отделение историко-филологического факультета Дальневосточного университета (Владивосток), получив специальность «историк».
Работал воспитателем строительного училища системы профессионального образования, директором Кировского детского дома, директором Покровской школы-интерната, а затем руководителем отдела народного образования Октябрьского района Приморского края.
С декабря 1971 года по февраль 2001 года был директором Приморской специальной школы в Уссурийске Приморского края. Около 30 лет посвятил одной из немногих специальных школ в России для детей и подростков с девиантным поведением.
Внёс большой вклад в развитие и совершенствование системы народного образования края, России.
В 1995 году им была опубликована книга «Судьбы» о непростой жизни детей — воспитанников Приморской специальной школы.
Скончался 6 февраля 2001 года.

## Награды и звания
- Заслуженный учитель школы РСФСР
- Народный учитель СССР (1990)
- Орден «Знак Почёта»
- Орден Трудового Красного Знамени
- Значок «Отличник народного просвещения РСФСР»
- Почётный гражданин Уссурийска (1996)

## Память
- Приморская специальная школа носит имя педагога[3].
- В его честь была названа одна из улиц Уссурийска.